# Walnut (California)
Walnut è una città della Contea di Los Angeles, in California (Stati Uniti).